# Merthyr RFC
El Merthyr Rugby Football Club es un equipo de rugby de Gales con sede en el condado de Merthyr Tydfil.
Participa anualmente en la Premiership, la principal competición de la disciplina en el país.

## Historia
Fue fundada en 1876, desde el año 2017 participa en la Premiership, el principal torneo de Gales, en el cual ha logrado un tricampeonato en los años 2017, 2018 y 2019.
En la Liga Celta es representado por el equipo de Cardiff Blues.

## Palmarés
- Premiership (4): 2016-17, 2017-18, 2018-19, 2024-25.

- Copa de Gales (1): 2018.

- WRU Championship (1): 2015-16.

## Jugadores destacados
- Andy Powell
- Jonathan Bryant
- Tom James
- Kristian Dacey
- Robert Sidoli
- Ben Morgan